# Grand Prix Włoch 1992
Grand Prix Włoch 1992 (oryg. Pioneer Gran Premio d'Italia) – 13. runda Mistrzostw Świata Formuły 1 w sezonie 1992, która odbyła się 13 września 1992, po raz 42. na torze Monza.
63. Grand Prix Włoch, 43. zaliczane do Mistrzostw Świata Formuły 1.

## Wyniki

### Kwalifikacje
| P                       | Nr | Kierowca             | Konstruktor(-silnik)  | Opony | Czas     | Odstęp   | Strata   |
| ----------------------- | -- | -------------------- | --------------------- | ----- | -------- | -------- | -------- |
| 1                       | 5  | Nigel Mansell        | Williams-Renault      | G     | 1:22.221 | -        | -        |
| 2                       | 1  | Ayrton Senna         | McLaren-Honda         | G     | 1:22.822 | 0:00.601 | 0:00.601 |
| 3                       | 27 | Jean Alesi           | Ferrari               | G     | 1:22.976 | 0:00.154 | 0:00.755 |
| 4                       | 6  | Riccardo Patrese     | Williams-Renault      | G     | 1:23.022 | 0:00.046 | 0:00.801 |
| 5                       | 2  | Gerhard Berger       | McLaren-Honda         | G     | 1:23.112 | 0:00.090 | 0:00.891 |
| 6                       | 19 | Michael Schumacher   | Benetton-Ford         | G     | 1:23.629 | 0:00.517 | 0:01.408 |
| 7                       | 28 | Ivan Capelli         | Ferrari               | G     | 1:24.321 | 0:00.692 | 0:02.100 |
| 8                       | 25 | Thierry Boutsen      | Ligier-Renault        | G     | 1:24.413 | 0:00.092 | 0:02.192 |
| 9                       | 20 | Martin Brundle       | Benetton-Ford         | G     | 1:24.551 | 0:00.138 | 0:02.330 |
| 10                      | 29 | Bertrand Gachot      | Larrousse-Lamborghini | G     | 1:24.654 | 0:00.103 | 0:02.433 |
| 11                      | 11 | Mika Häkkinen        | Lotus-Ford            | G     | 1:24.807 | 0:00.153 | 0:02.586 |
| 12                      | 24 | Gianni Morbidelli    | Minardi-Lamborghini   | G     | 1:24.912 | 0:00.105 | 0:02.691 |
| 13                      | 12 | Johnny Herbert       | Lotus-Ford            | G     | 1:25.140 | 0:00.228 | 0:02.919 |
| 14                      | 21 | JJ Lehto             | Dallara-Ferrari       | G     | 1:25.145 | 0:00.005 | 0:02.924 |
| 15                      | 26 | Érik Comas           | Ligier-Renault        | G     | 1:25.178 | 0:00.033 | 0:02.957 |
| 16                      | 9  | Michele Alboreto     | Footwork-Mugen-Honda  | G     | 1:25.234 | 0:00.056 | 0:03.013 |
| 17                      | 16 | Karl Wendlinger      | March-Ilmor           | G     | 1:25.343 | 0:00.109 | 0:03.122 |
| 18                      | 3  | Olivier Grouillard   | Tyrrell-Ilmor         | G     | 1:25.354 | 0:00.011 | 0:03.133 |
| 19                      | 10 | Aguri Suzuki         | Footwork-Mugen-Honda  | G     | 1:25.374 | 0:00.020 | 0:03.153 |
| 20                      | 15 | Gabriele Tarquini    | Fondmetal-Ford        | G     | 1:25.420 | 0:00.046 | 0:03.199 |
| 21                      | 4  | Andrea de Cesaris    | Tyrrell-Ilmor         | G     | 1:25.425 | 0:00.005 | 0:03.204 |
| 22                      | 22 | Pierluigi Martini    | Dallara-Ferrari       | G     | 1:25.528 | 0:00.103 | 0:03.307 |
| 23                      | 30 | Ukyō Katayama        | Larrousse-Lamborghini | G     | 1:26.174 | 0:00.646 | 0:03.953 |
| 24                      | 17 | Emanuele Naspetti    | March-Ilmor           | G     | 1:26.279 | 0:00.105 | 0:04.058 |
| 25                      | 14 | Eric van de Poele    | Fondmetal-Ford        | G     | 1:26.407 | 0:00.128 | 0:04.186 |
| 26                      | 33 | Maurício Gugelmin    | Jordan-Yamaha         | G     | 1:26.463 | 0:00.056 | 0:04.242 |
| Nie zakwalifikowali się |    |                      |                       |       |          |          |          |
|                         | 23 | Christian Fittipaldi | Minardi-Lamborghini   | G     | 1:26.510 | 0:00.047 | 0:04.289 |
|                         | 32 | Stefano Modena       | Jordan-Yamaha         | G     | 1:27.331 | 0:00.821 | 0:05.110 |
| P                       | Nr | Kierowca             | Konstruktor(-silnik)  | Opony | Czas     | Odstęp   | Strata   |

### Wyścig
| Poz. | Nr. | Kierowca             | Konstruktor           | Okrążeń | Czas/powód NU   | Poz. start. | Punktów |
| ---- | --- | -------------------- | --------------------- | ------- | --------------- | ----------- | ------- |
| 1    | 1   | Ayrton Senna         | McLaren-Honda         | 53      | 1:18:15.349     | 2           | 10      |
| 2    | 20  | Martin Brundle       | Benetton-Ford         | 53      | + 17.050        | 9           | 6       |
| 3    | 19  | Michael Schumacher   | Benetton-Ford         | 53      | + 24.373        | 6           | 4       |
| 4    | 2   | Gerhard Berger       | McLaren-Honda         | 53      | + 1:25.490      | 5           | 3       |
| 5    | 6   | Riccardo Patrese     | Williams-Renault      | 53      | + 1:33.158      | 4           | 2       |
| 6    | 4   | Andrea de Cesaris    | Tyrrell-Ilmor         | 52      | + 1 okrążenie   | 21          | 1       |
| 7    | 9   | Michele Alboreto     | Footwork-Mugen-Honda  | 52      | + 1 okrążenie   | 16          |         |
| 8    | 22  | Pierluigi Martini    | Dallara-Ferrari       | 52      | + 1 okrążenie   | 22          |         |
| 9    | 30  | Ukyō Katayama        | Larrousse-Lamborghini | 50      | Przen napędu    | 23          |         |
| 10   | 16  | Karl Wendlinger      | March-Ilmor           | 50      | + 3 okrążenia   | 17          |         |
| 11   | 21  | Jyrki Järvilehto     | Dallara-Ferrari       | 47      | Silnik          | 14          |         |
| NU   | 33  | Maurício Gugelmin    | Jordan-Yamaha         | 46      | Przen napędu    | 26          |         |
| NU   | 5   | Nigel Mansell        | Williams-Renault      | 41      | Elektronika     | 1           |         |
| NU   | 25  | Thierry Boutsen      | Ligier-Renault        | 41      | Przepustnica    | 8           |         |
| NU   | 26  | Érik Comas           | Ligier-Renault        | 35      | Wypadł z toru   | 15          |         |
| NU   | 15  | Gabriele Tarquini    | Fondmetal-Ford        | 30      | Skrz. biegów    | 20          |         |
| NU   | 3   | Olivier Grouillard   | Tyrrell-Ilmor         | 26      | Silnik          | 18          |         |
| NU   | 12  | Johnny Herbert       | Lotus-Ford            | 18      | Silnik          | 13          |         |
| NU   | 17  | Emanuele Naspetti    | March-Ilmor           | 17      | Silnik          | 24          |         |
| NU   | 27  | Jean Alesi           | Ferrari               | 12      | Prob. z paliwem | 3           |         |
| NU   | 28  | Ivan Capelli         | Ferrari               | 12      | Elektronika     | 7           |         |
| NU   | 24  | Gianni Morbidelli    | Minardi-Lamborghini   | 12      | Silnik          | 12          |         |
| NU   | 29  | Bertrand Gachot      | Larrousse-Lamborghini | 11      | Silnik          | 10          |         |
| NU   | 11  | Mika Häkkinen        | Lotus-Ford            | 5       | Silnik          | 11          |         |
| NU   | 10  | Aguri Suzuki         | Footwork-Mugen-Honda  | 2       | Zawieszenie     | 19          |         |
| NU   | 14  | Eric van de Poele    | Fondmetal-Ford        | 0       | Sprzęgło        | 25          |         |
| NZ   | 23  | Christian Fittipaldi | Minardi-Lamborghini   |         |                 |             |         |
| NZ   | 32  | Stefano Modena       | Jordan-Yamaha         |         |                 |             |         |